# Ганс-Гюнтер Брозін
Ганс-Гюнтер Брозін (нім. Hans-Günther Brosin; 15 листопада 1916, Ганновер — 27 серпня 1943, Біскайська затока) — німецький офіцер-підводник, капітан-лейтенант крігсмаріне.

## Біографія
3 квітня 1936 року вступив на флот. З вересня 1939 року служив в авіації. З вересня 1941 по січень 1942 року пройшов курс підводника. В січні-червні 1942 року — 1-й вахтовий офіцер підводного човна U-572. В червні-липні пройшов командира човна. З 6 серпня 1942 по 2 лютого 1943 року — командир U-634, з 3 лютого 1943 року — U-134, на якому здійснив 2 походи (разом 137 днів у морі). 27 серпня U-134 був потоплений у Біскайській затоці, північніше мису Ортегаль (44°03′ пн. ш. 08°05′ зх. д.) глибинними бомбами британського фрегату «Ротер». Всі 48 членів екіпажу загинули.

## Звання
- Кандидат в офіцери (3 квітня 1936)
- Морський кадет (10 вересня 1936)
- Фенріх-цур-зее (1 травня 1937)
- Оберфенріх-цур-зее (1 липня 1938)
- Лейтенант-цур-зее (1 жовтня 1938)
- Оберлейтенант-цур-зее (1 жовтня 1940)
- Капітан-лейтенант (1 липня 1943)

## Нагороди
- Залізний хрест 2-го класу (1940)
- Нагрудний знак підводника (15 травня 1942)